# Santa Llúcia de Casa Móra
Santa Llúcia de Casa Móra és una capella particular de la vila de Ribera de Cardós, en el terme municipal de Vall de Cardós, a la comarca del Pallars Sobirà, dins de l'antic terme de Ribera de Cardós. La capella, conservada, és dins del nucli de població, a Casa l'Apotecari. És una petita capella que forma part del mateix edifici principal de la casa.

## Descripció
Edifici de planta rectangular i façana al Nord-est sota el pinyó de la coberta de llicorella a dues vessants, en la qual s'obre la porta d'arc de mig punt i per damunt d'aquesta un petit òcul.